# Kongokonferenz

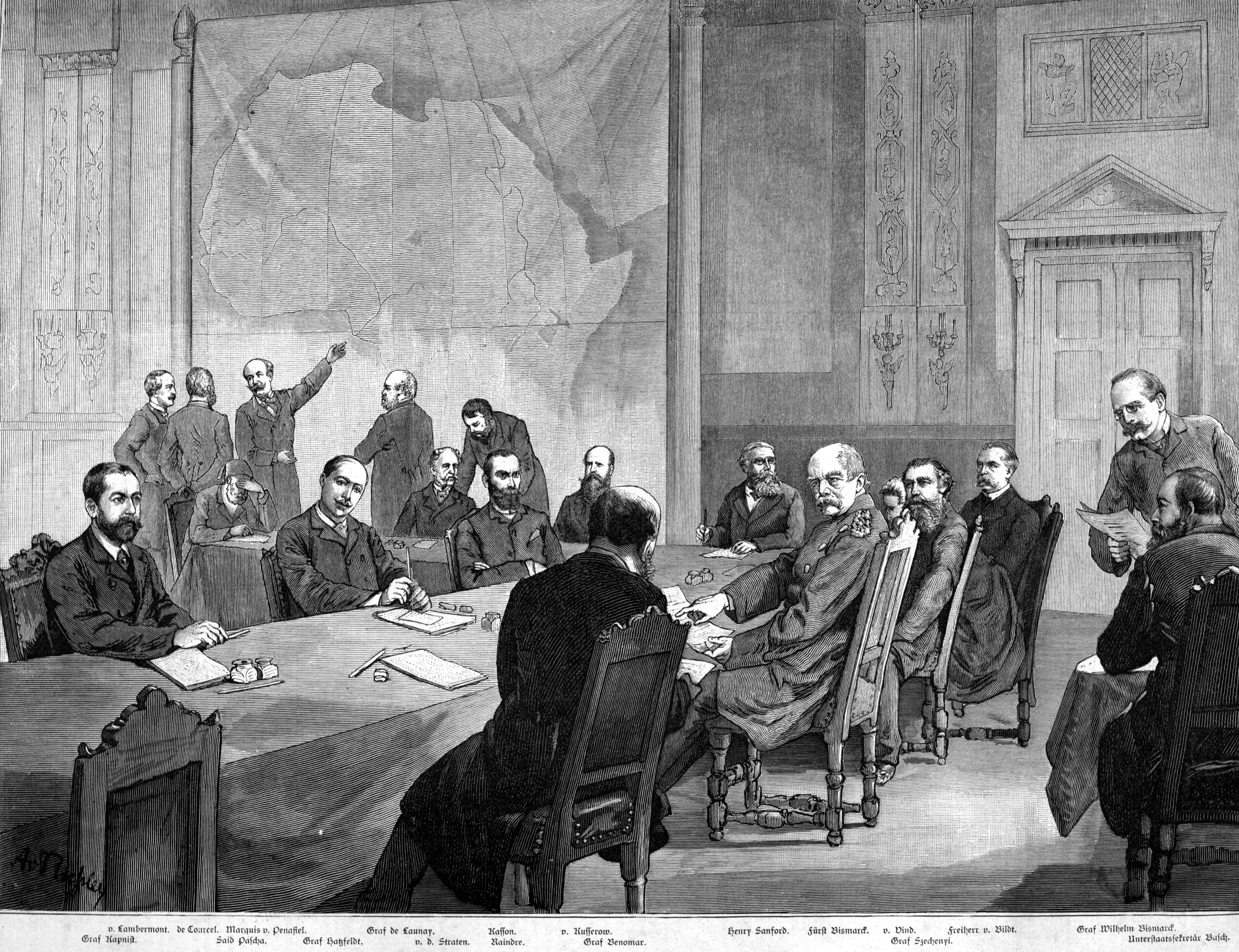
Zeitgenössischer Stich der Konferenzteilnehmer

Die Kongokonferenz (oder Westafrika-Konferenz) fand vom 15. November 1884 bis zum 26. Februar 1885 auf Einladung des deutschen Reichskanzlers Otto von Bismarck in Berlin statt und sollte die Handelsfreiheit am Kongo und am Niger regeln. Sie wird auch als Berliner Konferenz bezeichnet (allerdings nicht zu verwechseln mit dem Berliner Kongress 1878). Ihr Schlussdokument, die Kongoakte, bildete die Grundlage für die Aufteilung Afrikas in Kolonien im folgenden Wettlauf um Afrika.

## Frühe Kolonialzeit

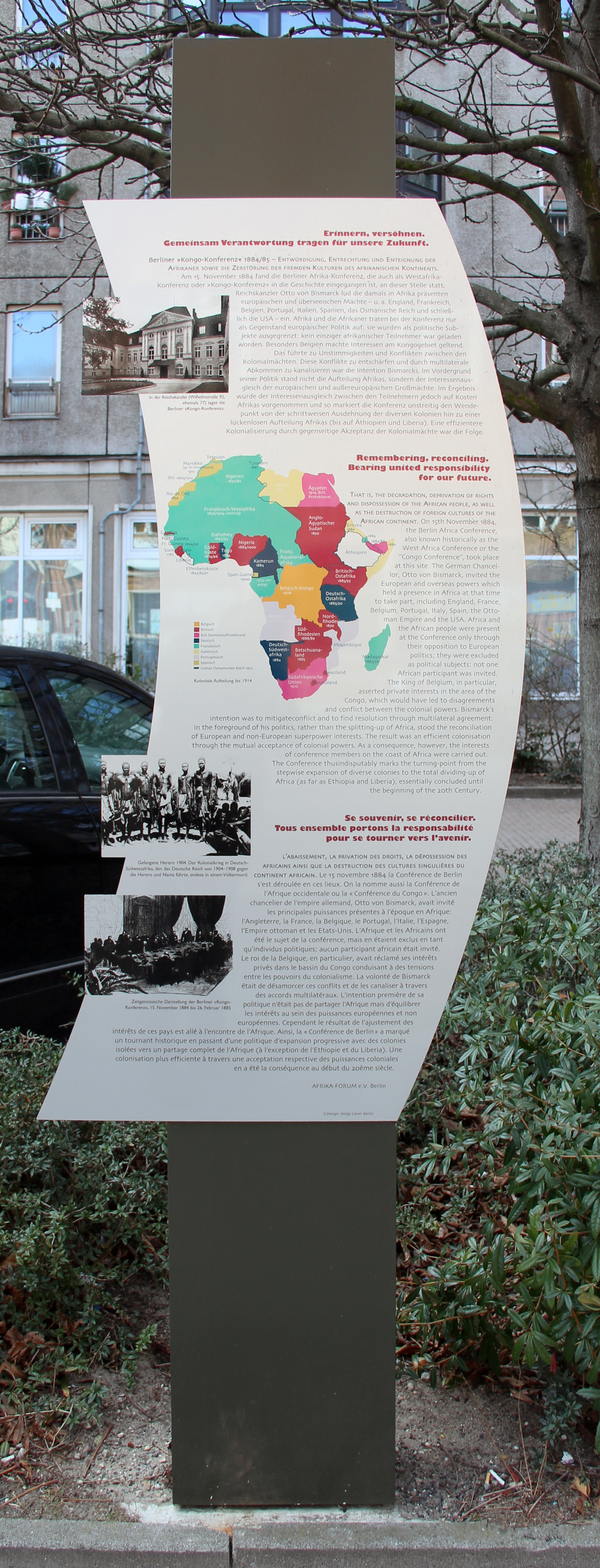
Gedenktafel, Wilhelmstraße 92, in Berlin-Mitte

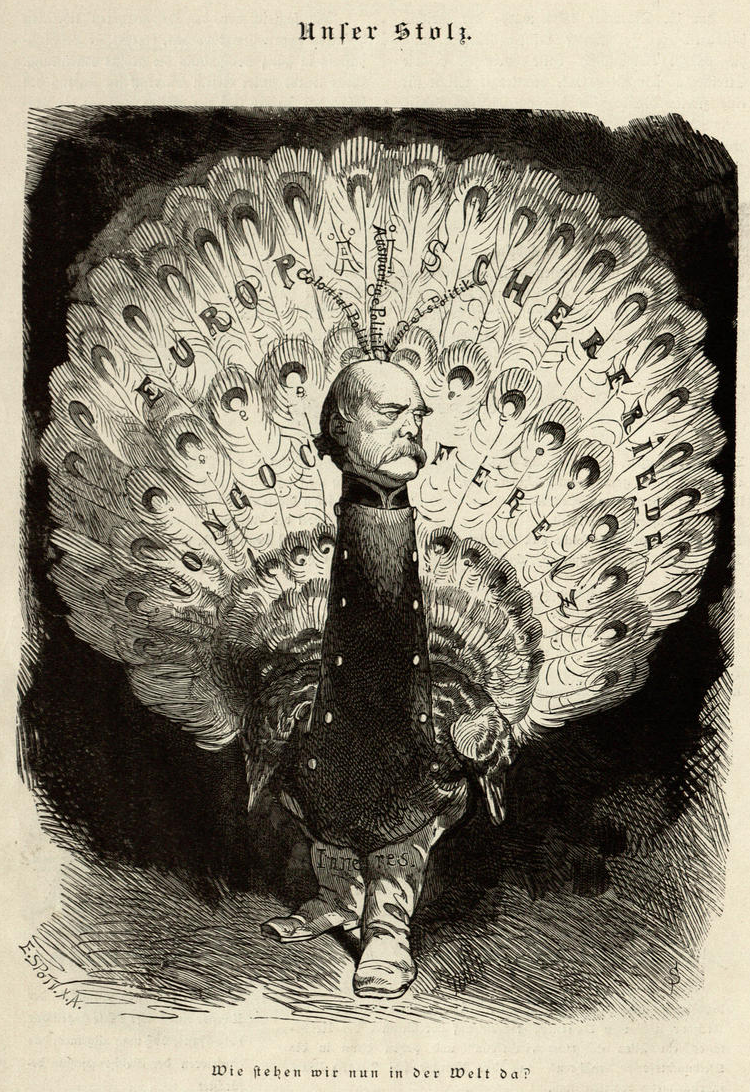
Karikatur über Otto von Bismarck anlässlich der Kongokonferenz im Kladderadatsch, 1884

Seit der Entdeckung des Seeweges nach Indien Ende des 15. Jahrhunderts hatten zunächst Portugal und Spanien, später auch Frankreich und England, zeitweise sogar Brandenburg, Dänemark, Kurland und Schweden Stützpunkte an den Küsten Afrikas sowie auf vorgelagerten Inseln in Besitz genommen. Diese dienten hauptsächlich dem Handel, zunächst mit Gewürzen und Sklaven, aber auch mit Elfenbein, Tropenholz und anderen Produkten Afrikas. Vorstöße ins Innere Afrikas wurden nicht unternommen, in den Köpfen der Europäer blieb Afrika der „dunkle Kontinent“.
Die tropischen Gebiete Afrikas waren weniger interessant für Europa, da die Sklaverei unattraktiv geworden war, nicht zuletzt aufgrund des wachsenden Einflusses der aufkommenden Abolitionsbewegung und des englischen Verbotes des Sklavenhandels von 1806/1807 (Slave Trade Act), das zwar den Handel mit Sklaven untersagte, die Sklaverei als dingliches Recht an einem Menschen jedoch unberührt ließ. Mit dem Verbot des Sklavenhandels wurden zahlreiche Dynamiken ausgelöst, die zu weitreichenden, höchst widersprüchlichen Veränderungen auf dem afrikanischen Kontinent führten. Denn bedingt durch die zunehmende Industrialisierung der Kolonialmächte stieg die Nachfrage nach Pflanzenfetten wie Erdnusskernen und Palmöl zur Seifenherstellung, was aufgrund der arbeitsintensiven Gewinnung (massive Ausweitung der Sammeltätigkeit, lange Transportwege, arbeitsintensive Herstellung von Ölen aus Fruchtfleisch und Kernen) zu einem Zuwachs an Sklavenarbeit führte. Der Rückgang des transatlantischen Sklavenhandels im 19. Jahrhundert bedeutete in (West-)Afrika also zunächst, dass die Arbeit von Abhängigen und Sklaven zunahm.
Nach dem Verlust der amerikanischen Kolonien begannen die Briten, sich neben Australien nach anderen neuen Gebieten umzusehen. Mungo Park war 1795 der erste einer im Verlauf des 19. Jahrhunderts immer größeren Zahl europäischer Afrikaforscher, die das Innere des Kontinents erkundeten. Die meisten Forscher hatten wissenschaftliche Ziele, später wurden diese mit wirtschaftlichen und politischen Interessen ihrer Auftraggeber verbunden.
Die ersten Kolonialisierungsversuche begannen in den gemäßigten Gebieten im Süden und Norden. Im Kapland hatten sich seit 1652 niederländische Siedler niedergelassen, die nach der Besetzung des Landes durch Großbritannien (1806, 1815 endgültig britisch) ins Landesinnere auswichen (Großer Treck 1835). Im Norden besetzte Frankreich 1830 Algerien und brachte das Land bis 1857 weitgehend unter seine Kontrolle, so dass es zu einer Siedlungskolonie für Europäer wurde.
In Liberia entstand 1822 eine Siedlungskolonie freigelassener US-amerikanischer Sklaven, die sich 1847 als Staat konstituierte. Obwohl formell unabhängig, war der Staat eine informelle US-Kolonie. In Südafrika wurden 1843, 1852 und 1854 die Burenstaaten Natalia, Transvaal und Oranje-Freistaat gegründet. Im Innern Afrikas bildeten sich unter europäischem Einfluss zahlreiche neue Reiche, die in Westafrika meist von islamischen Dynastien regiert wurden. Von 1859 bis 1869 wurde der Suezkanal gebaut und rückte damit Ostafrika näher an Europa heran.

## Vorgeschichte der Konferenz
Anfang der 1880er Jahre nahm das europäische Interesse an Afrika stark zu. Henry Morton Stanley hatte mit der Erforschung des Kongobeckens 1874 bis 1877 den letzten großen „weißen Fleck“ von der Landkarte Afrikas beseitigt. 1878 erhielt er eine Einladung von Leopold II., dem König der Belgier, der bereits 1876 die Internationale Afrika-Gesellschaft (französisch Association Internationale Africaine, AIA) mit dem Ziel der Erforschung und „Zivilisierung“ Afrikas gegründet hatte. 1879 wurde die Internationale Kongo-Gesellschaft (Association internationale du Congo, AIC) gegründet, die wirtschaftliche Ziele verfolgen sollte, mit der AIA aber eng verknüpft war. Leopold kaufte die fremden Anteile der Kongogesellschaft heimlich auf, die philanthropische Afrikanische Gesellschaft diente hauptsächlich zur Kaschierung der imperialistischen Ziele der Kongogesellschaft.
Von 1879 bis 1884 reiste Stanley erneut an den Kongo, diesmal nicht als Reporter, sondern als Abgesandter Leopolds mit dem geheimen Auftrag, den Kongostaat zu organisieren. Gleichzeitig reiste der französische Marineoffizier Pierre Savorgnan de Brazza im westlichen Kongobecken und hisste im neu gegründeten Brazzaville 1881 die französische Flagge. Portugal, das aus alten Verträgen mit dem einheimischen Kongo-Reich ebenfalls Ansprüche auf das Gebiet herleitete, schloss am 26. Februar 1884 mit Großbritannien einen Vertrag, der vorsah, der Kongogesellschaft den Zugang zum Atlantik zu versperren.
Zur selben Zeit drangen mehrere europäische Staaten nach Afrika vor und es begann der „Wettlauf um Afrika“: Frankreich besetzte 1881 Tunesien und die heutige Republik Kongo sowie 1884 Guinea. Großbritannien besetzte 1882 das nominell auch weiterhin osmanische Ägypten, das wiederum über den Sudan und Teile Somalias herrschte. Italien nahm 1870 und 1882 erste Teile Eritreas in Besitz. Deutschland unterstellte 1884 die Küsten Togos und Kameruns sowie das Lüderitzland, später Deutsch-Südwestafrika genannt, seinem „Schutz“. Eine intensive Beherrschung der teils riesigen Territorien war dabei aber selten das Ziel; in vielen Fällen wollte man durch das Hissen der nationalen Flagge und das Abschließen von „Schutzverträgen“ so viel Gebiet (und damit strategische Wegmarken und möglicherweise vorhandene Ressourcen) wie möglich beanspruchen, bevor es andere taten. Es wurde gewissermaßen auf Verdacht kolonialisiert, der Wettlauf um Afrika glich „einer Art Wette auf die Zukunft“, so der Afrikahistoriker Andreas Eckert. Da Leopold in dem immer intensiveren Wettbewerbsklima zwischen den Kolonialmächten, insbesondere den Streitigkeiten zwischen Großbritannien und Portugal um das Gebiet der Kongomündung, eine Gefahr für seine Bestrebungen in Zentralafrika sah, bemühte er sich um die rechtskräftige internationale Anerkennung seiner Privatinitiative.

## Die Konferenz

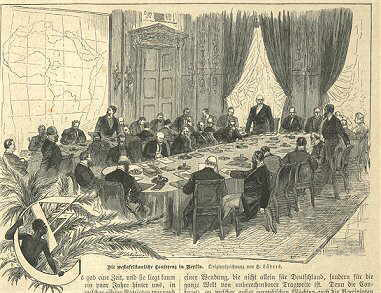
Die Berliner Konferenz über die Teilung Afrikas, 1884. Lithographie aus Die Gartenlaube.

Leopold II. von Belgien gelang es, Frankreich und das Deutsche Reich davon zu überzeugen, dass ein gemeinsames Handeln in Afrika in ihrem Interesse sei. Denn die anderen europäischen Mächte teilten seine Sorge, dass ihre großzügigen Gebietsansprüche, die bisher eher symbolischen Charakter trugen, von den anderen Staaten nicht anerkannt werden könnten. Gemeinsames Ziel der Konferenzteilnehmer war es daher, ihre bisherigen und zukünftigen Eroberungen (völker-)rechtlich abzusichern, aber auch freien Handel und freie Schifffahrt auf den Flüssen Kongo und Niger festzuschreiben. Otto von Bismarck, der deutsche Reichskanzler, lud die Vertreter der USA, des Osmanischen Reiches und der europäischen Mächte Österreich-Ungarn, Belgien, Dänemark, Frankreich, Großbritannien, Italien, Niederlande, Portugal, Russland, Spanien und Schweden-Norwegen zu einer Konferenz nach Berlin ein.
Die Konferenz trat am 15. November 1884 im Reichskanzlerpalais in der Wilhelmstraße zusammen. Stanley nahm als technischer Berater der US-Delegation teil, hatte aber wenig Einfluss. Die Konferenz endete am 26. Februar 1885 mit der Unterzeichnung der Kongoakte. Die USA ratifizierten im Nachhinein aus innenpolitischen Gründen den Vertrag jedoch nicht.
Der belgische König Leopold II. erzielte einen großen Triumph, da er faktisch seinen Privatstaat bekam: Mit dem Kongo war das rohstoffreichste Gebiet Afrikas nicht in den Besitz einer Großmacht übergegangen, sondern an den Herrscher Belgiens, das für die europäische Kontinentalpolitik wenig von Bedeutung war. Der neugeschaffene Kongo-Freistaat unter Leopolds Kontrolle sollte als Puffer zwischen den gegenläufigen britischen, französischen und portugiesischen Territorialansprüchen dienen. Da zudem das gesamte Gebiet zur Freihandelszone erklärt wurde und Leopold sich verpflichtete, ausländischen Unternehmen Zugang zu gewähren, waren auch die übrigen Kolonialmächte mit den Regelungen einverstanden. Außerdem hatte sich herausgestellt, dass die Interessen Großbritanniens und Frankreichs, was die Kolonialpolitik betraf, unvereinbar miteinander waren. Bismarck hatte sich wieder einmal als „ehrlicher Makler“ bewährt, sein Interesse an der Kolonialpolitik blieb dominiert von innenpolitischen und europäischen Überlegungen.

## Die Kongoakte

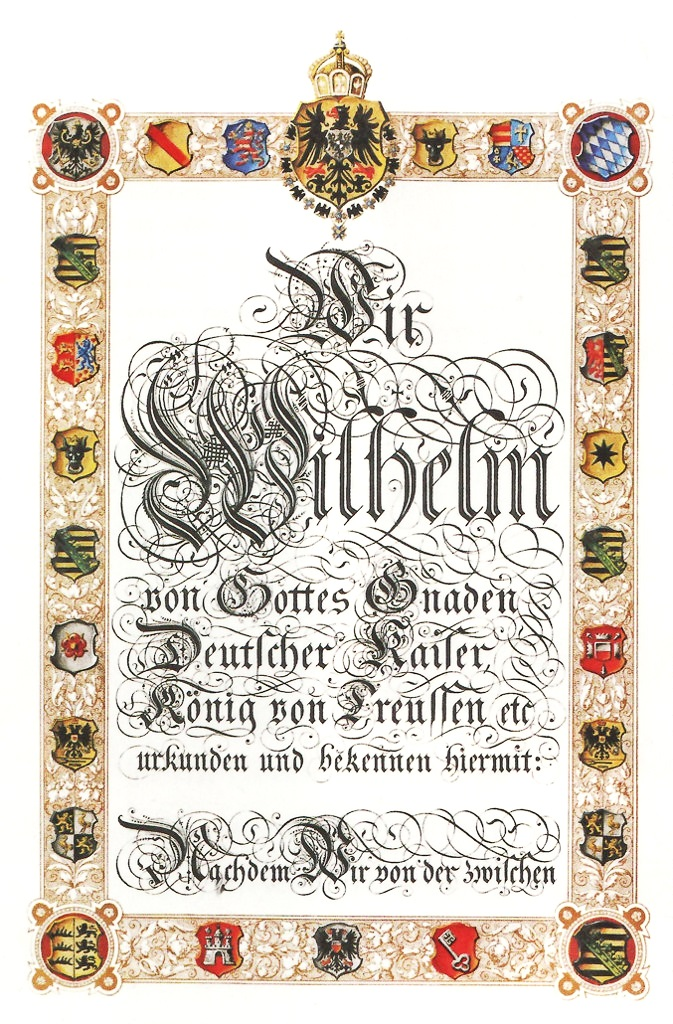
Titelblatt der deutschen Ratifikationsurkunde zur Schlussakte der Kongokonferenz vom 8. April 1885

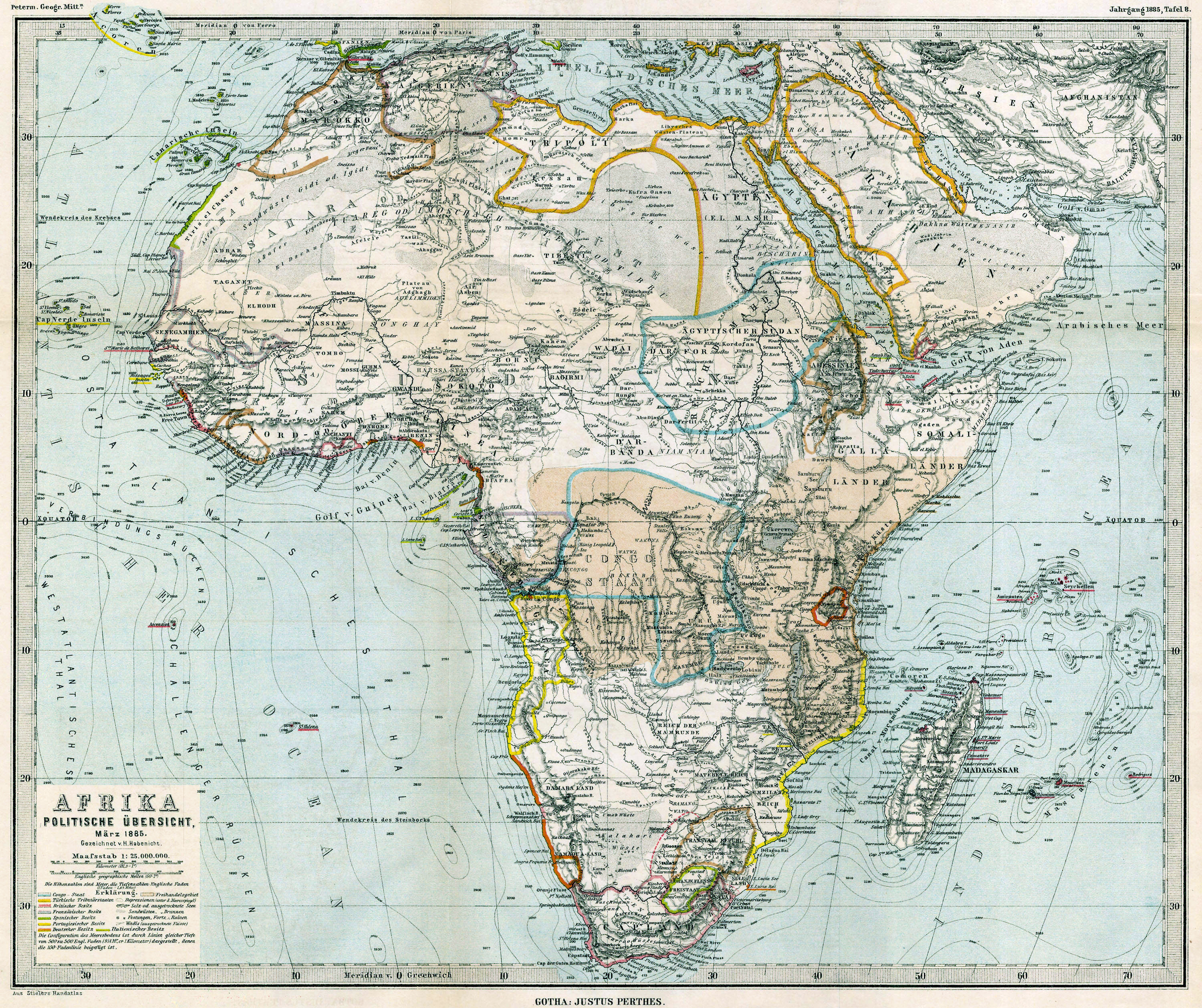
Karte Afrikas vom März 1885 – unmittelbar nach der Kongokonferenz: Freihandelsgebiet (beige unterlegt) und Congo-Staat (blau umrandet)

Die Kongoakte regelte in 38 Artikeln folgende Punkte:
- Die 14 Signatarstaaten genossen Handelsfreiheit im gesamten Einzugsgebiet des Kongos sowie des Njassasees und östlich davon im Gebiet südlich des 5. nördlichen Breitengrades. Es umfasste die heutigen Staaten Demokratische Republik Kongo, Republik Kongo, Uganda, Kenia, Ruanda, Burundi, Tansania und Malawi sowie den Großteil von Zentralafrika, den Süden von Somalia, den Norden von Mosambik und Angola sowie kleinere Teile von Gabun, Kamerun, Südsudan, Äthiopien und Sambia.
- Die Flüsse Niger und Kongo wurden für die Schifffahrt freigegeben.
- Das Verbot des Sklavenhandels wurde international festgelegt.
- Der Grundsatz wurde festgeschrieben, dass nur jene Macht das Recht auf Erwerb einer Kolonie haben sollte, die sie tatsächlich in Besitz nahm (Prinzip der Effektivität).
- Für den Fall bewaffneter Konflikte zwischen Vertragsstaaten wurde die Möglichkeit der Neutralität der „im konventionellen Kongobecken einbegriffenen Gebiete“ vorgesehen (Artikel 10–11). Die Begrenzung des Gültigkeitsbereiches ist im Artikel 1 genau geregelt.
- In parallel verlaufenden Verhandlungen und der Abschlusskonferenz wurde der Kongo-Freistaat als Privatbesitz der Kongogesellschaft bestätigt. Das Territorium der heutigen Demokratischen Republik Kongo mit mehr als zwei Millionen Quadratkilometern gehörte damit praktisch Leopold II. Dies geschah zwar im Kontext der Kongokonferenz, allerdings wird es nicht in der Kongoakte erwähnt.

## Folgen und Bedeutung

Kolonien in Afrika (1914)

Das weitverbreitete Bild, auf der Kongokonferenz hätten sich die europäischen Mächte zusammengesetzt und den afrikanischen Kontinent wie einen Kuchen unter sich aufgeteilt, trifft nicht zu. Lediglich der Kongo-Freistaat ging als (halbwegs) klar umrissener Staat aus der Konferenz hervor, und das nicht einmal direkt aus der Kongoakte selbst. Dennoch waren die Folgen der Konferenz für die weitere Kolonialisierungsgeschichte Afrikas tiefgreifend: Nun, da gewissermaßen die völkerrechtlichen „Spielregeln“ festgelegt waren, setzte sich der bereits laufende „Wettlauf um Afrika“ umso schneller fort. Innerhalb von drei Jahrzehnten wurde der Kontinent fast vollständig europäischer Herrschaft unterworfen, die bei der Grenzziehung keine Rücksicht auf die lokale Bevölkerung nahm, was sich bis heute auf der Landkarte zeigt. Innerhalb weniger Jahre war Afrika südlich der Sahara zumindest nominell aufgeteilt, bis 1895 waren neben Abessinien (Äthiopien) nur noch die Siedlungskolonien Liberia, Oranje-Freistaat und Transvaal unabhängig. Der größte Teil der Sahara wurde französisch, der Sudan nach der Niederschlagung des Mahdi-Aufstandes und der Beilegung der Faschodakrise britisch-ägyptisches Kondominium. Die Burenstaaten wurden zwischen 1899 und 1902 im Burenkrieg von Großbritannien erobert. 1911 teilten sich Frankreich und Spanien Marokko auf. Libyen wurde 1912 von Italien erobert. Die offizielle Erklärung Ägyptens 1914 zum britischen Protektorat schloss die koloniale Aufteilung Afrikas ab.
Zudem war die Kongokonferenz eine entscheidende Wegmarke im entstehenden Kolonialrecht, da hier erstmals auf höchster Ebene die zahlreichen juristischen, kommerziellen und räumlichen Probleme diskutiert wurden, die sich aus der bisherigen Kolonialisierungspraxis ergeben hatten. Zudem wurden Rechtstitel zur Rechtfertigung kolonialer Herrschaft definiert und das bisherige Völkerrecht um Erfahrung des Kolonialisierungsprozesses erweitert.
Unmittelbare Folgen hatte die Konferenz auch für Zentralafrika und den neugegründeten Kongo-Freistaat selbst. Die Freihandels-Bestimmungen der Kongoakte hatten das Gebiet der europäischen Wirtschaft „geöffnet“ (was häufig mit „Zivilisierung“ gleichgesetzt wurde), wodurch sich dort, ausgehend von der Lebensader des Kongo, in den nächsten Jahren ein „System unreglementierter Raubwirtschaft“ etablieren sollte. Zum bisherigen Exportschlager Elfenbein gesellte sich im Zuge des Kautschukbooms nun vor allem Naturkautschuk hinzu. Die Bevölkerung wurde unter Leopold, der das Land nahezu ohne Einschränkungen beherrschte, einem brutalen Kolonialregime unterworfen, das je nach Schätzung bis zu zehn Millionen Menschen das Leben kostete. Das persönliche Regiment des Monarchen endete erst am 15. November 1908, als der Freistaat auf öffentlichen Druck hin dem Privatbesitz Leopolds entzogen und direkt der belgischen Herrschaft unterstellt wurde.

## Dokumentation
- 1885: Der Sturm auf Afrika – Ein Kontinent wird geteilt (Originaltitel: Berlin 1885, la ruée sur l'Afrique). F 2010, 85 min., Regie: Joël Calmettes.